# Ушат гмурец
Ушатият гмурец (Podiceps auritus) е птица от семейство Гмурецови (Podicipedidae). Включен е в Закона за биологичното рразнообразие.

## Разпространение
Видът е разпространен в по-голямата част от Северна Европа, Канада и някои от Съединените щати. Размножава се от Гренландия до Западен Китай.
Среща се и в България.